# Mexitettix ricuchuri
Mexitettix ricuchuri är en insektsart som beskrevs av Otte, D. 2007. Mexitettix ricuchuri ingår i släktet Mexitettix och familjen gräshoppor. Inga underarter finns listade i Catalogue of Life.